# 영웅전설 IV 주홍물방울
《영웅전설 IV 주홍물방울》(英雄傳說 IV 朱紅물방울, 일본어: 英雄伝説IV 朱紅い雫, The Legend of Heroes IV - A Tear of Vermillion)는 니혼 팔콤이 만든 1996년 출시한 롤플레잉 게임이다. 이 게임은 영웅전설 가가브 트릴로지 시리즈의 두 번째 게임이다.

## 줄거리
- 가가브력 936년 엘 필딘. 어빈(주인공)이 친구 마일과 함께 8년전에 헤어진 동생인 아이멜을 찾아 여행을 떠나는 이야기를 다루고 있다. 여행 도중, 어빈은 발두스와 오크툼이라는 신들의 싸움에 휘말리게 된다.
- 영웅전설-가가브시리즈 발매순으로는 2번째 이야기나, 스토리상으로는 1번째 이야기로, 고대 신들의 싸움이 배경이다.

## 등장인물
- 어빈 : 17살의 소년으로 어렸을 때 부모님을 잃어 여동생 아이멜과 함께 교회에서 자라다 오크툼의 사도의 습격으로 생이별 하게 된다. 이후 자비의 현재 레뮤라스 밑에서 자라다 레뮤라스 사후 아이멜을 찾는 여행을 떠날것을 결심하게 된다. 검과 각종 마법(처음 선택으로 결정됨)을 사용한다
- 아이멜 : 생이별한 어빈의 여동생으로 15살. "두르가의 딸"로서 오크툼의 사도의 표적이 된다.
- 마일 : 울토마을 출신의 소년. 18살 친구가 생기길 바라던 참에 어빈이 나타나서 이후로 절친한 친구가 됐다. 아이멜을 찾기위한 여행을 떠나는 어빈을 돕기 위해 함께 여행을 떠난다. 부메랑과 백마법을 쓴다.
- 루티스 : 히로인. 오크툼의 사도로 어빈일행 앞에 나타난 16살의 소녀. 부모님의 사별후 가난한 생활을 하게 되어 발두스를 증오하다는 것이 베리아스경의 이야기에서 희망을 찾아 오크툼의 사도가 된다. 그러나 어빈과 대치하는 과정에 오크툼의 사도에게 의문을 가지게 되고 결국 어빈의 동료가 된다. 나이프와 흑마법을 쓴다.
- 섀넌 : 치브리 마을에 사는 17살의 소녀. 꿈꾸는듯 순수함과 함께 강한 성격의 소유자로 샴실단에게서 구해준 마일을 "운명의 왕자님"으로 믿고 어빈일행의 뒤를 따른다.
- 가웨인 : 엘필딘의 3현자중 한명으로 힘의 현자. 발두스 교회의 고문을 맡고 있다. 61세. 오크툼의 사도의 습격에서 어빈과 아이멜을 지킨 사람으로 아이멜을 찾는 어빈에게 도움을 준다. 백마법과 메이스를 쓰며 검성 카스톨과 유일하게 호각인 실력자. 현자라 부르기 전에는 바다의 영웅으로 칭송받았다.
- 뮤즈 : 엘필딘 왕국 제1왕녀로 애칭인 뮤즈는 본명의 이니셜을 딴것. 18살. 매우 활발한 성격으로 자주 성을 빠져 나가기 때문에 가신들에게 걱정을 끼치고 있지만 왕녀로서 나라와 백성을 생각하는 것이 강하다. 채찍과 불의 정령마법을 쓴다.
- 마티 : 상급관리시험을 목표로 생활비를 모으기 위해 모험가로 일하는 24살의 고학생. 마법대학의 졸업자로 흑마법을 쓴다. 후에 시험에 합격하여 뮤즈의 부관이 되지만, 사람이 좋은 성격이라 늘 뮤즈에게 좌지우지되고 있다.
- 더글라스 : 28살의 검사. "신뇌의 더글라스"라고 불리는 실력자로 검성 카스톨의 제일의 제자로 임종시 애검 "뇌광검"을 맡게 되지만 자신은 아직 이 칼을 사용할 자격이 없다며 사용하지 않고 있다. 무술에 특화 인물로 고용하는 동료중 유일하게 마법을 사용하지 못한다.
- 루키어스 : 더글라스와 동문의 여성검사. 23살. "사파이어 아이 루키어스"라고 불리며 소설 "여검사 사피"의 모델로 유명한 모험가. 더글라스에게는 응어리와 함께 경의를 가지고 있다. 검술곡예의 달인으로 바람의 정령마법을 쓴다.
- 알쳄 : 나무정령의 숲에 할아버지와 함께 사는 15살의 소녀. 자연을 사랑하는 상냥한 성격의 소유자로 성수 미파와 이야기할 수 있으며 마일에게 호감을 가진다.
- 콘로드 : 32살의 남작으로 바로아의 영주. 영주로서 강한 책임감을 가지고있고 주민들로부터 신뢰를 받고 있다. 도끼와 땅의 정령을 쓴다.
- 라엘 : 마법대학의 학생. 13살. 어리지만 자타공인의 천재로 흑마법을 쓴다. 그러나 그에 비해 정신적으로 어리고 장난이 심해 엘레노아가 돌봐주고 있다.
- 엘레노아 : 마법대학의 여교사로 26살. 물의 정령마법을 쓰며 정령마법을 연구하고 있다. 라엘의 보호자로 늘 라엘때문에 애를 먹고 있다.
- 미쉘 드 라프 헤븐 : 28살의 마도사. 마도사로써 상당한 능력을 가지고 있으며 티라스일에서 아무도 넘을 수 없던 가가브를 넘어 왔다.
- 오레시아 : 베네키아 수도원의 원장. 카테드랄에서 어빈남매를 돌보던 신관으로 어빈과 헤어진 후 아이멜과 함께 지내고 있다. 도미니크와 마드람의 친구.
- 마드람 : 가웨인의 제자였던 암살자. 36살. 두르가의 딸로 선택된 피앙세 도미니크를 잃은 뒤 종교에 의문을 가진다.
- 토마스 : 가웨인의 부하로 엘필딘 최속의 배인 플라네토스호를 맡고 있다. 폿포라고 하는 전서구를 기르고 있다.

## 구성 (신영웅전설4)
| - 서장 : 프롤로그 - 제1장 : 왕도의 모험가 - 제2장 : 먼 그림자를 찾아 | - 제3장 : 인연의 행방 - 제4장 : 주홍물방울 |